# Chalonnes-sur-Loire
Chalonnes-sur-Loire település Franciaországban, Maine-et-Loire megyében. Lakosainak száma 6541 fő (2022. január 1.). Chalonnes-sur-Loire Chaudefonds-sur-Layon, Mauges-sur-Loire, La Possonnière, Rochefort-sur-Loire, Saint-Georges-sur-Loire és Saint-Germain-des-Prés községekkel határos.

## Népesség
A település népességének változása:
| Lakosok száma | 4259 | 5281 | 5354 | 5971 | 6528 | 6513 | 6535 | 6518 | 6475 | 6541 |
|               | 1968 | 1982 | 1990 | 2006 | 2013 | 2015 | 2017 | 2019 | 2020 | 2022 |